# Peachoid
The Peachoid er et meget stort vandtårn i Gaffney, South Carolina, USA, der ligner en fersken (peach på engelsk). Vandtårnet har en kapacitet på over tre en halv million liter vand og er beliggende på Interstate 85 mellem afkørslerne 90 og 92 (nær Cherokee Foothills National Scenic Highway). The Peachoid er et godt eksempel på nyskabende arkitektur og er en af de mest fremtrædende vartegn på den del af I-85, der forbinder Charlotte, North Carolina og Atlanta, Georgia.
35°5′43″N 81°41′9″V / 35.09528°N 81.68583°V